# Nagonasienne wielkolistne
Nagonasienne wielkolistne (Cycadophytina Cronquist) – podgromada roślin należąca do typu (gromady) nagonasiennych. 

## Systematyka
- Klasa: benetyty (Bennettitopsida) (rośliny kopalne)
- Klasa: sagowcowe, sagowce (Cycadopsida Brongn.)
- Klasa: gniotowe, (Gnetopsida)

Czasem do nagonasiennych wielkolistnych zalicza się także paprocie nasienne (Pteridospermopsida), które w świetle najnowszych badań stawia się w randze typu (gromady).